# Felicia Aveklew
Felicia Ida Elisabeth Aveklew, född 15 maj 1997 i Höör, är en svensk youtubare och influerare, vars videor är mest inriktade på smink, skönhet och mode.

## Biografi
I tidiga tonåren var Aveklew aktiv i musikshowen "Forever young", där de utöver egna shower även uppträdde på bland annat nationaldagsfirande och kulturkalaset i Hörby.  
I början av sin karriär var Aveklew aktiv på flera fronter. Hon var aktiv på ask.fm, bloggade, hade Youtube, Instagram, Twitter och var modell på Sweden Models Agency. 2014 blev hon hyllad som modell av Tyra Banks. Men valde sedan att fokusera på Youtube och Instagram. 
Aveklew gick under sin gymnasietid på Polhemskolan i Lund där hon gick estetisk linje och tog studenten i juni 2016. Vid denna tidpunkt hade hon över 130 000 följare på Instagram, och fick ett ökat intresse för sin kanal då hon fick en repost av Hollywoodkändisen Kylie Jenner. Hon har sedan utbildat sig till makeupartist och hårstylist.
Under 2017 var Aveklew gästartist på Zeanas låt "Ingen lek med mig".
Under den 4 och 10 december 2017 var Aveklew en av deltagarna i välgörenhets-livesändningen Videohjälpen till förmån för SVT/SR:s Musikhjälpen under temat "Barn är inte till salu".
Hennes Youtubekanal hade i december 2018 över 170.000 prenumeranter och över 24 miljoner visningar. I augusti 2019 hade antalet prenumeranter och visningar ökat till över 182.000 prenumeranter och över 28 miljoner visningar.
2021 gör hon sin debut som skådespelerska i serien Tunna blå linjen. Hon medverkar i en scen i avsnitt 6 i säsong 1.
I mars 2023 lanserade Aveklew sitt sminkmärke LOWD Cosmetics.